# 板越ジョージ
板越 ジョージ（いたごし ジョージ、英語表記はGeorge Itagoshi、1968年（昭和43年）6月3日 ‐ ）はニューヨーク在住の戦略コンサルタント、経営学者、実業家。
日本におけるクラウドファンディング研究の第一人者と呼ばれている。「クラファン」の名付け親。MBA、博士（学術）。ワインソムリエ。温泉ソムリエ。道の駅研究家。
Global Labo, Inc. (NY)　CEO、株式会社サノス代表取締役社長、売れるネット広告社グループ株式会社取締役、佐賀大学客員教授、長野大学客員教授、静岡大学講師、福知山公立大学アドバイザー講師、中央大学政策文化総合研究所客員研究員、経済産業省・中小企業庁新しい担い手研究会委員、中小企業アドバイザー（中小機構）、さがラボ・エバンジェリスト（佐賀県庁）、在NY日本国総領事館海外安全対策連絡協議会委員、坂本龍馬財団理事。
元ジャニーズjr.。東京都葛飾区出身。

## プロフィール
東京都葛飾区生まれ。
1973年　家の近所で妹と歩いていると後ろからタクシーが飛び込んできて妹をかばい交通事故にあう。右足を2度手術し、1年あまり病棟生活。現在も右足に30センチほどの手術痕が残る。1975年　葛飾区立南奥戸小学校入学。1981年　葛飾区立立石中学校入学。友人に誘われジャニーズ事務所に履歴書を送り中学校１年生の時に入所。1984年　受験勉強のためジャニーズ活動を一時休止。東京都立葛飾野高等学校普通科に入学。入学後まもなくジャニーズ事務所を辞める。
高校卒業後、バイク便で留学費を稼ぎ、1988年に単身渡米。サウスカロライナ大学（The University of North Carolina at Charlotte）のELTIプログラムに入学。1989年　Midlands Technical College(Columbia, SC)に入学。1991年　サウスカロライナ大学国際政治学部に編入。1993年卒業。BA in International Studies（学士）取得。在学中にバックパックを背負い世界35カ国を放浪。イスラエル、ロシア、チェコ、グアテマラにも留学。
1994年　US Frontline News Inc.（New York, NY）に入社。1995年にインターネット・広告代理店事業の Itasho America, Inc.をNJ州にて設立。11月、出版事業の IS Publications, Inc. をNY州に設立。1996年　凸版印刷の資本参加のもと、インターネットによるコンテンツの企画・開発などを目的として設立された iMMERS, Inc.を買収。
ワインソムリエ。温泉ソムリエ。ニューヨーク州不動産取扱い免許。道の駅研究家。現在、アメリカに進出する企業や起業家へ会社設立や資金調達などの支援を行うGlobal LaboをNYで運営。また、日本では2015年にクラウドファンディング総合研究所（現クラファン株式会社）を設立。
1998年　人気絶頂であった格闘技イベントK-1のラスベガス進出をきっかけにK-1 USAの副社長に就任する。1999年　アニメ・キャラクターグッズ販売事業のJC Itasho, Inc.を設立する。米国での日本人として最年少株式公開を目指す。
2000年　ブックオフ・コーポレーションの米国進出を支援し、ロスに「ブックオフ・イタショー」を展開。ベンチャーキャピタルや伊藤忠商事等から億単位の投資を得てNASDAQへ株式公開直前まで行く。2001年　アメリカ同時多発テロの影響により、株式公開は断念。JC Itashoをはじめとするアニメ・キャラクターグッズ販売事業が倒産。多額の借金を背負う。
2002年　ニューヨークの日本人コミュニティーを形成するために、NY異業種交流会を始める。隔週フリーペーパー「アメリカン★ドリーム」をニューヨークで発刊する。
2005年  ニューヨーク州不動産取扱い免許取得。
2006年　俳優千葉真一らとハーレーでルート66を使いアメリカを横断する。2008年　NY異業種交流会をNPO法人化させる。
2009年　第1種給付奨学金を得て、中央大学大学院戦略経営研究科に入学。ニューヨークから通学する。2011年　日米20往復し、中央大学大学院戦略経営研究科修了（修士、MBA）。修了後、5番街にJaNet会館を設立する。
2012年　一般財団坂本龍馬財団の理事、中央大学文化政策総合研究所客員研究員に就任。
2013年　全額給付奨学金を得て、中央大学大学院総合政策研究科博士後期課程に入学。ニューヨークから通学。
2014年　Global Labo, Inc.をニューヨーク州ニューヨーク市に設立。2015年　株式会社クラウドファンディング総合研究所を東京都中央区に設立。
2016年　中央大学大学院総合政策研究科博士後期課程修了。博士号（学術）英語表記：Ph.Dを取得。
2017年　Global Labo SAGAを佐賀県佐賀市に設立。佐賀へタイム移住する。

## エピソード
- 趣味：DIY、車中泊、農業、筋トレ、食旅。
- 父親の事業は廃棄物収集運搬業。幼少の時、両親は離婚。父親の事業の失敗のため住んでいた家をとられる。[5]
- 小学校3年生より少年野球チームに入る。プロ野球の選手を目指す。
- 中学1年生の時、友人に誘われてジャニーズ事務所に履歴書を送り合格。同期は、光GENJIの内海光司、大沢樹生。たのきん、シブがき隊、少年隊のバックダンサーとしてコンサートやテレビに多数出演。[6]
- 中学3年の3学期から高校受験勉強のためジャニーズ活動を休止。入学後、一時活動を復帰するが芸能生活に嫌気がさし引退する。[7]
- 高校生時代は全く勉強もせずに趣味のドラム、サーフィン、バイクに熱中していた。[8]
- 高校3年生の2学期より勉強するが、大学入試は失敗。神田予備校に通い浪人する。この時に、努力をする楽しさを知る。
- 一浪するものの希望大学には入学できず、いつか日本を見返してやるとの思いから海外留学を決意する。ハーバード大学に行ってエリートビジネスマンになるか、イタリアに行ってシェフになるかを迷う。
- 留学費を稼ぐためにバイク急便でアルバイトを始める。営業成績でトップになり3カ月で100万円を貯める。[9]
- コネなし、金なし、英語力なしで渡米。英語が全く話せなかったので最初の3か月は記憶がないという。お金がなかったため、留学中は極貧生活。夏休みは日本へ一時帰国し、バイク便やトラックの運転手で留学費を稼いでいた。
- 大学生時代は、冷戦中の激動の中ということもあり、国際政治学の世界に魅了される。将来は、政治家、外交官、国際職員、戦争ジャーナリストになりたいと思っていた。
- 在学中にバックパックを背負い世界35カ国を放浪。イスラエル、ロシア、チェコ、グアテマラにも留学。
- 大学在学中、アメリカ大統領選挙活動に参加。ロス・ペロー候補の大学代表となり地元のラジオ番組討論会で討論する。
- 政治家を目指していたが、まずは経済界で経験を積みたいと思い、世界経済の中心地ニューヨークへ移住。ニューヨークの新聞社に就職するものの、編集職にはつけず営業部に配属される。
- サラリーマン生活1年後、インターネット時代の到来を予測し起業する。
- 坂本龍馬、勝海舟、ジョン万次郎の子孫らから誘いをうけ一般財団坂本龍馬財団の理事となる。
- 日本画家千住博との深い親交の元、ポプラ社より2冊の本を企画プロデュースする。「私が芸術について語るなら」
- ワイン好きが高じて、ソムリエの資格を取得する。
- 海外進出では、まだ全く無名だった旭酒造（獺祭）、サンエックス（リラックマ）、イワコー（おもしろ消しゴム）や手塚プロダクション、アガリクスなどを手掛けてきた。取引先はMoMAニューヨーク近代美術館（NY）や大英博物館（London)、や量販店のターゲットなど多岐に渡る。展示会は、NY NOW、Stationary Show、Licensing Expo、Comic Convention、ICFF（国際家具、インテリア）、Book Expo、Toy Fair、Pet Show、International Beauty Show、Japan Expo（パリ）等に出展してきた。

## 著作
著書に週刊「SPA！」の3年半の連載をまとめた「リベンジ人生道場（扶桑社）」や、「とにかくどこかの会社にもぐりこむための77のヒント（扶桑社）」、「グラウンド・ゼロ（扶桑社）」、「結局、日本のアニメ・マンガは儲かっているのか？（ディスカヴァー21)」「クラウドファンディングで夢をかなえる本（ダイヤモンド社）」「日本人のためのクラウドファンディング入門」（フォレスト出版）「クラウドファンディングでおトク生活」（ゴマブックス）等。

### 主な著書
- 「とにかく、どこかの会社にもぐりこむための77のヒント」扶桑社1999
- 「リベンジ人生道場」扶桑社2002
- 「グラウンド・ゼロ」扶桑社2002
- 「結局、日本のアニメ、マンガは儲かっているのか？」ディスカヴァー・トゥエンティワン2013
- 「アニメ・グローバル競争戦略再考」ディスカヴァー・トゥエンティワン2014
- 「クラウドファンディングで夢をかなえる本」ダイヤモンド社2014
- 「日本人のためのクラウドファンディング入門」フォレスト出版2015
- 「『ショッピング』の新しいカタチクラウドファンディングでおトク生活」ゴマブックス2018
- 「クラウドファンディングの成功法則～基本編　DVD2枚組」ゴマブックス2018

### 主な企画本
- 千住博著「私が芸術について語るなら－未来のおとなへ語る」ポプラ社2011
- 千住博著「私が芸術について語るなら」ポプラ社2011

### 主な出演番組
- 「フェイス」NHK　2017
- 「田村淳の訊きたい放題」Tokyo MX 2017
- 「カチカチプレス」サガテレビ　2020
- 「チャギハ！」ＲＫＢ毎日放送　2020
- 「里見しのぶの艶パラdash」渋谷クロスFM 2020
- 「金つぶ」bayfm78 2021
- 「ブルーオーシャン」東京FM 2021

### 主な論文
- Analyzing the Financial Impact of Pirate-Edited Video Sites on the US Japanese Animation Market, Centeris2015, P.377-380(2015年10月)
- デジタル時代の米国アニメ市場における動画サイトの一考察,情報社会学会誌 Vol.9 No.2:P. 21-28(2014年11月)
- Marketing Strategies for Japanese Industry within the U.S. Animation Market, International Journal of Business & Social Science Vol.5.No.8: P.280-287(2014年7月)
- 米国アニメ市場における日本企業の競争戦略再考,情報社会学会誌Vol.9 No.1: P.43-53(2014年5月）
- Building New Strategies for Japanese Animation in the U.S. Market, Collected Papers Transformation of human behavior under the influence of The Infosocionomics Society, Vol.1, P.41-48 Institute of Policy and Cultural Studies of Chuo University and The Infosociomonics Society(2014年3月)
- Global Business Strategy of Japanese Anime～SWOT Analysis of Anime business～, Virtual and Networked Organizations - Emergent Technologies and Tools:P.1-6 (2013年 11月)
- Consideration for the business development of contents industry in the United States ~ the market for Japanese Anime and copyrights, 8th International Conference on Knowledge-Based Economy & Global Management. P.219-226, STUST Press (2013年 11月)